# Oued Sebaa
Oued Sebaa (em árabe: وادى السبع) é uma comuna localizada na província de Sidi Bel Abbès, Argélia. De acordo com o censo de 2008, a população total da cidade era de 4 301 habitantes.